# Scott Jurek
Scott Gordon Jurek (Duluth, 26 ottobre 1973) è un ultramaratoneta e saggista statunitense.
È autore del saggio best seller Eat and Run (2012) e Nord (2018).
È noto per aver stabilito dei record atletici seguendo una dieta vegana, vincendo la Western States Endurance Run per 7 volte di seguito, dal 1999 al 2005.

## Opere
- Scott Jurek, Steve Friedman, Eat & Run: La vita straordinaria di uno dei più grandi ultramaratoneti di tutti i tempi, Piano B, 2018, ISBN 9788893710350.
- Scott Jurek e Jenny Jurek, Nord. L'ultramaratona selvaggia che mi ha cambiato la vita, Sperling & Kupfer, 2018, ISBN 9788893427425.

## Palmarès

### Campionati nazionali
1996
- 4º ai campionati statunitensi di 100 km su strada - 7h33'

2001
- 4º ai campionati statunitensi di 100 km su strada - 7h28'

2007
- Argento ai campionati statunitensi di 100 km su strada - 7h32'

### Altre competizioni
1994
- Argento alla Minnesota Voyageur, 50 miglia - 7h44'

1995
- Argento alla Minnesota Voyageur, 50 miglia - 7h24'

1996
- Oro alla Minnesota Voyageur, 50 miglia - 7h10'
- 7º alla Point Reyes 50K, 50 km - 4h24'

1997
- Oro alla Minnesota Voyageur, 50 miglia - 7h18'

1998
- Argento all'Angeles Crest 100-Mile Endurance Run, 100 miglia - 19h15'
- Oro alla Zane Grey Highline Trail ( Christopher Creek), 50 miglia - 8h48'50"
- Bronzo alla Ice Age Trail 50-Mile, 50 miglia - 6h23'
- Oro alla Minnesota Voyageur, 50 miglia - 6h41'
- Oro alla McKenzie RiverTrail Run ( McKenzie Bridge), 50 km - 3h48'33"
- Argento alla Crown King Scramble ( Crown King), 50 km - 4h34'12"

1999
- Oro alla Western States 100-Mile Endurance Run, 100 miglia - 17h34'
- Argento all'Angeles Crest 100-Mile Endurance Run, 100 miglia - 19h51'
- Argento al San Juan Trail 50K, 50 km - 4h25'
- 4º alla Way Too Cool 50K, 50 km - 3h48'

2000
- Oro alla Western States 100-Mile Endurance Run, 100 miglia - 17h15'
- 11º alla Mirawok 100K, 100 km - 9h54'
- Oro alla Leona Divide 50-Mile, 50 miglia - 7h01'
- Argento alla Chuckanut ( Fairhaven), 50 km - 4h22'08"

2001
- Oro alla Western States 100-Mile Endurance Run, 100 miglia - 16h38'
- Argento alla Mirawok 100K, 100 km - 8h42'

2002
- Oro alla Western States 100-Mile Endurance Run, 100 miglia - 16h19'
- Oro alla Mirawok 100K, 100 km - 8h44'

2003
- Oro alla Western States 100-Mile Endurance Run, 100 miglia - 16h01'
- Oro alla Mirawok 100K, 100 km - 8h44'

2004
- Oro alla Western States 100-Mile Endurance Run, 100 miglia - 15h36'
- Argento al Leadville Trail 100, 100 miglia - 18h02'
- Oro alla Mirawok 100K, 100 km - 8h47'

2005
- Oro alla Badwater Ultramarathon, 217 km - 24h36'
- Oro alla Western States 100-Mile Endurance Run, 100 miglia - 16h40'
- Argento alla Mirawok 100K, 100 km - 8h43'
- Argento alla Promise Land 50K, 50 km - 4h59'
- 11º alla Chuckanut Mountain ( Bellingham), 50 km - 4h24'05"

2006
- Oro allo Spartathlon ( Sparta-Atene), 245 km - 22h52'18"
- Oro alla Badwater Ultramarathon, 217 km - 25h41'
- Argento alla Mirawok 100K, 100 km - 8h42'
- Argento alla Copper Canyon Ultramarathon, 80 km - 6h47'

2007
- Oro allo Spartathlon ( Sparta-Atene), 245 km - 23h12'14"
- Oro alla Hardrock Endurance Run ( Silverton), 100 miglia - 26h08'34"
- Oro alla Copper Canyon Ultramarathon, 80 km - 6h32'

2008
- Oro allo Spartathlon ( Sparta-Atene), 245 km - 22h20'01"
- Bronzo alla Chuckanut ( Fairhaven), 50 km - 4h12'28"

2009
- 4º alla White River Trail Run ( Crystal Mountain), 50 miglia - 7h13'09"

2010
- 4º alla White River Trail Run ( Crystal Mountain), 50 miglia - 7h02'49"

2013
- 8º alla Leadville Trail Endurance Run ( Leadville), 100 miglia - 19h21'55"